# Einer Rubio
Einer Rubio   (Chiquiza, 22 de febrer de 1998) és un ciclista colombià, professional des del 2020, quan fitxà pel Movistar Team.
Format a l'equip de la Fundació Esteban Chaves, el 2017 fitxà per l'equip italià Vejus. El 2019 fou segon al Giro d'Itàlia sub-23, rere el seu compatriota Andrés Camilo Ardila. En aquesta cursa va guanyar una etapa i la classificació de la muntanya. El 2020 fitxà per l'equip del del World Tour Movistar Team, on el seu perfil recorda el de Nairo Quintana. Durant la seva primera temporada al Movistar va disputar el Giro d'Itàlia. El 2021 va aconseguir el seu primer resultat destacat en guanyar la classificació de muntanya a la Volta a Burgos. El 2022 destaca la quarta posició al Giro de Toscana i la cinquena al Tour de Langkawi. El 2023 va aconseguir la seva primera victòria com a professional en guanyar la tercera etapa de l'UAE Tour després d'un atac a deu quilòmetres de l'arribada. Al Giro d'Itàlia d'aquell mateix any guanyà la primera etapa en una gran volta.

## Palmarès
- 2018
  - 1r al Trofeu San Serafino
  - 1r al Gran Premi Capodarco
  - Vencedor d'una etapa al Giro d'Itàlia sub-23
  - Vencedor d'una etapa al Giro del Friül-Venècia Júlia
- 2019
  - 1r al Trofeu San Leolino
  - 1r al Memorial Daniele Tortoli
  - Vencedor d'una etapa al Giro d'Itàlia sub-23
- 2023
  - Vencedor d'una etapa a l'UAE Tour
  - Vencedor d'una etapa al Giro d'Itàlia

### Resultats al Giro d'Itàlia
- 2020. 58è de la classificació general.
- 2021. 39è de la classificació general.
- 2023. 11è de la classificació general. Vencedor d'una etapa
- 2024: 7è de la classificació general

### Resultats a la Volta a Espanya
- 2023. 16è de la classificació general